# Požár v klubu Chromaja lošaď
Požár v klubu Chromaja lošaď byl co do počtu obětí nejhorším požárem v postsovětském Rusku. Vypukl 5. prosince 2009 v nočním klubu Chromaja lošaď (rusky Хромая лошадь; česky: Chromý kůň) v Permi. Na následky požáru zemřelo 156 osob. V Rusku vyvolal prudkou reakci, byla propuštěna řada osob odpovědných za požární dozor a místní vláda Permského kraje odstoupila.

## Oheň
Požár vypukl v noci ze soboty na neděli v době oslav osmiletého výročí otevření klubu. V budově bylo 300 lidí včetně personálu. Podle dokumentů schválených úřady měl klub mít padesát míst k sezení. Požár vypukl v 01:08 místního času. Podle základní verze vyšetřování požár způsobilo neopatrné zacházení s pyrotechnikou. V prostorách klubu byl předveden ohňostroj tvořený studeným ohněm.

## Oběti a nezvěstní

### Oběti
Při požáru a krátce po něm na zemřelo 111 lidí na popáleniny, otravu vysoce toxickým kouřem a následky zranění utrpěných v tlačenici. V následujících dnech zemřelo v nemocnicích dalších 45 lidí. Příčinou smrti byly ponejvíce otravy oxidem uhelnatým a produkty hoření.
Irina Pekarskaja, která při požáru utrpěla rozsáhlé popáleniny a poškození mozku oxidem uhelnatým, zemřela na klinice paliativní péče v červenci 2020.
Po jedenácti letech upoutaných na lůžku zemřela v červenci 2021 Irina Bannikovová, která pracovala v klubu jako servírka. Počet obětí tak vzrostl na 158. 

### Zranění
Požárem bylo postiženo 234 osob včetně 156 zemřelých. Speciálními letadly Ministerstva pro mimořádné události a Ministerstva zdravotnictví byla ve dnech 5. a 6. prosince převezena část zraněných do nemocnic v Moskvě, Petrohradu a Čeljabinsku.

### Děti
Podle sdělení Vyšetřovacího výboru při prokuratuře Ruské federace se v důsledku požáru stalo 15 dětí úplnými sirotky a dalších 44 ztratilo jednoho rodiče.
Podle informace Zmocněnce pro lidská práva Permského kraje ztratilo jednoho (jediného) či oba rodiče 109 dětí, úplná informace se vztahuje k 92 dětem (ze 73 rodin z celkových 152), u zbývajících dětí se informace upřesňuje. V Permi žilo 76 dětí, v Permském kraji dalších 16. Všem dětem byl přidělen opatrovník.

## Důsledky

### Putinova návštěva
V noci 8. prosince 2009 přijel do Permu předseda vlády RF Vladimir Putin. Navštívil prostranství před klubem, kam obyvatelé Permu položili květiny a zapálili svíce. Poté řídil uzavřené jednání, kterého se zúčastnil ministr pro mimořádné události RF Sergej Šojgu, gubernátor Permského kraje Oleg Čirkunov, vedoucí permské administrativy Arkadij Kac, ministr zdravotnictví Permského kraje Dmitrij Triškin a ministryně sociálního rozvoje Permského kraje Jekatěrina Berberová.

## Památník
Dne 5. prosince 2011 byl v parku u klubu postaven pomník obětem požáru. Je to altán ze světlé žuly, stylizovaný do podoby kaple. Uvnitř je umístěna malá obdélná stéla a na třech stranách stély jsou vytesána jména obětí, jejich iniciály a věk. Autorem pomníku je Jurij Osotov.

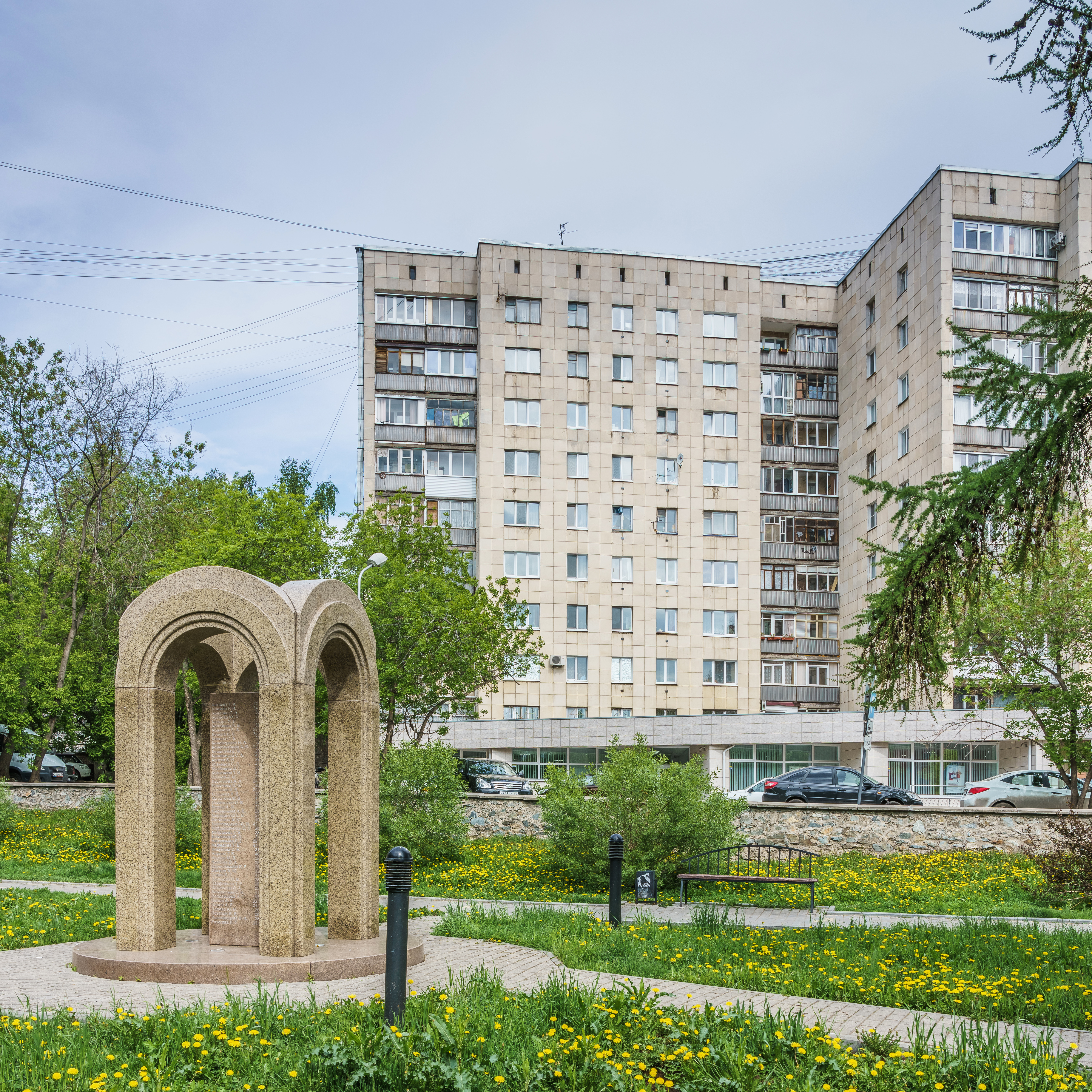
Pomník obětem požáru